# Asiento de negros

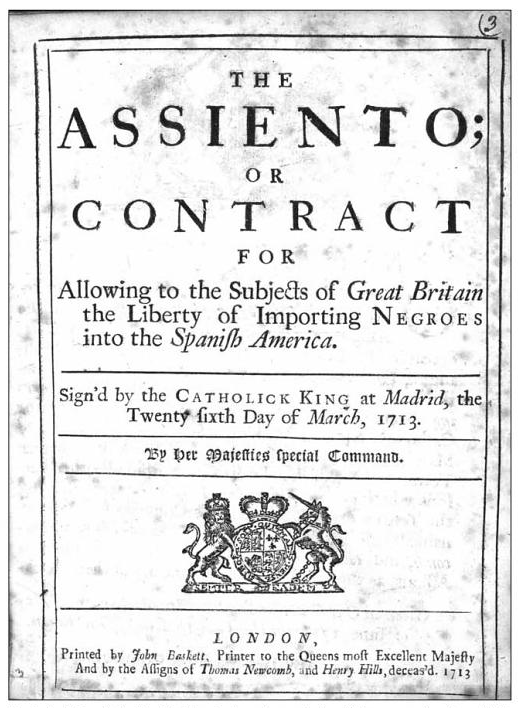
Portada de la traducción al inglés del contrato asiento firmado por Gran Bretaña y España en 1713 como parte del tratado de Utrecht que puso fin a la guerra de sucesión española. El contrato otorgaba derechos exclusivos a Gran Bretaña para vender esclavos en las Indias españolas.

El asiento de negros era un contrato de monopolio entre la Corona española y varios comerciantes por el derecho a proporcionar esclavos africanos a las colonias de las Américas españolas.
El Imperio español rara vez participó en el comercio atlántico de esclavos directamente desde África, y optó en cambio por subcontratar la importación a comerciantes extranjeros de naciones más prominentes en esa parte del mundo, típicamente portugueses y genoveses, pero más tarde holandeses, franceses y británicos. El asiento no concernía al Caribe francés o británico sino a la América española.
El Tratado de Alcazobas de 1479 dividió el Océano Atlántico y otras partes del globo en dos zonas de influencia, española y portuguesa. Los españoles adquirieron el lado oeste: Sudamérica y las Indias Occidentales, mientras que los portugueses obtuvieron el lado este: la costa oeste de África y también el Océano Índico más allá. 
Los españoles dependían de trabajadores africanos esclavizados para apoyar su sistema de servicios y de manufacturas en sus virreinatos, reinos, gobernaciones, provincias y municipios de América pero carecían de cualquier punto de apoyo comercial o territorial en África occidental, la principal fuente de mano de obra esclava,  y dependían de los traficantes de esclavos portugueses para satisfacer sus necesidades. El contrato generalmente lo obtenían bancos comerciales extranjeros que cooperaban con comerciantes locales o extranjeros especializados en transporte marítimo. Diferentes organizaciones e individuos pujarían por el derecho a ostentar el asiento.
El impulso original para importar africanos esclavizados fue aliviar a los habitantes indígenas de las colonias de las demandas laborales de los colonos españoles. La esclavitud de los indígenas de América había sido detenida por la influencia de dominicos como Bartolomé de las Casas. España dio asientos individuales a los comerciantes portugueses para traer esclavos africanos a Sudamérica.
Después del Tratado de Münster, en 1648, los comerciantes holandeses se involucraron en el asiento de negros. En 1713, los británicos obtuvieron el derecho al asiento en el Tratado de Utrecht, que puso fin a la guerra de sucesión española. El gobierno británico cedió sus derechos a la Compañía del Mar del Sur. El asiento británico terminó con el Tratado de Madrid de 1750 entre Gran Bretaña y España después de la guerra del Asiento.

## Asientos
Un asiento era un contrato de préstamo o deuda a corto plazo, de uno a cuatro años aproximadamente, firmado entre la corona española y un banquero o un pequeño grupo de banqueros (asentistas) contra futuros ingresos de la corona, a menudo incluidos después de que se firmaban tratados de paz. Un asiento cubría una o una combinación de tres transacciones específicas: un préstamo a corto plazo sin garantía, una transferencia de pago y un contrato de cambio de moneda. Entre principios del siglo XVI y mediados del siglo XVIII, los asientos fueron utilizados por el tesorero español para ajustar los desequilibrios a corto plazo entre ingresos y gastos. El soberano se comprometió a devolver el capital del préstamo más un interés elevado (12%). 
Los banqueros participantes en Sevilla, Lisboa, la República de Génova y Ámsterdam, a su vez, se beneficiaron de los beneficios e inversiones directas obtenidas de un gran número de comerciantes del Atlántico.
A cambio de un conjunto de pagos programados, a los comerciantes y financieros se les daba el derecho de recaudar los impuestos pertinentes o supervisar el comercio de aquellos productos que caían bajo la prerrogativa del monarca. De esta manera, un grupo de comerciantes recibía el derecho a embarcar tabaco, sal, azúcar y cacao en una ruta comercial desde las Antillas españolas, a veces acompañado de licencias para exportar lingotes desde el Spanish Main o Cádiz. En particular, el asiento tendría un gran impacto para la economía de las colonias hispanoamericanas, porque el tratado aseguraba o aseguraría ingresos fijos para la corona y el abastecimiento de la región con ciertos productos, mientras que la parte contratante asumía el riesgo del comercio. Un nuevo asiento era el medio más seguro para recuperar el dinero y cobrar los atrasos.

## Historia del asiento

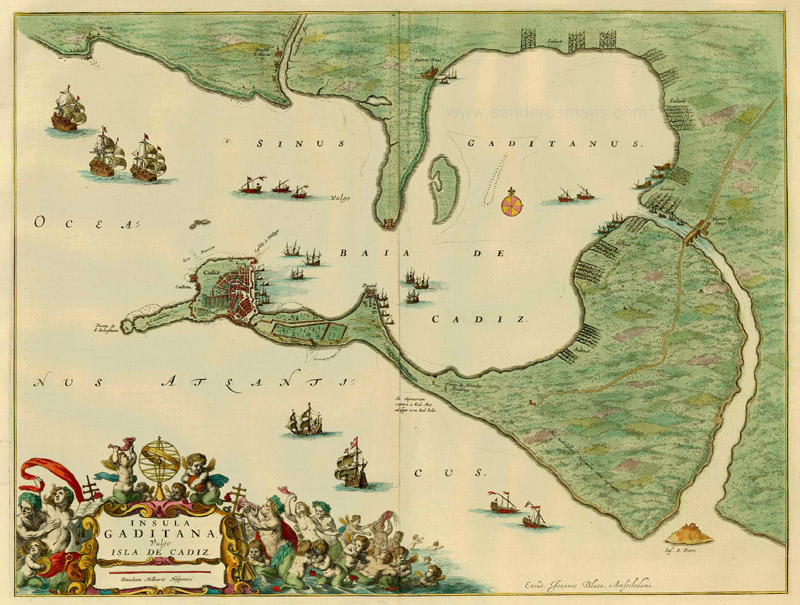
La isla de Cádiz por Blaeu en 1662.

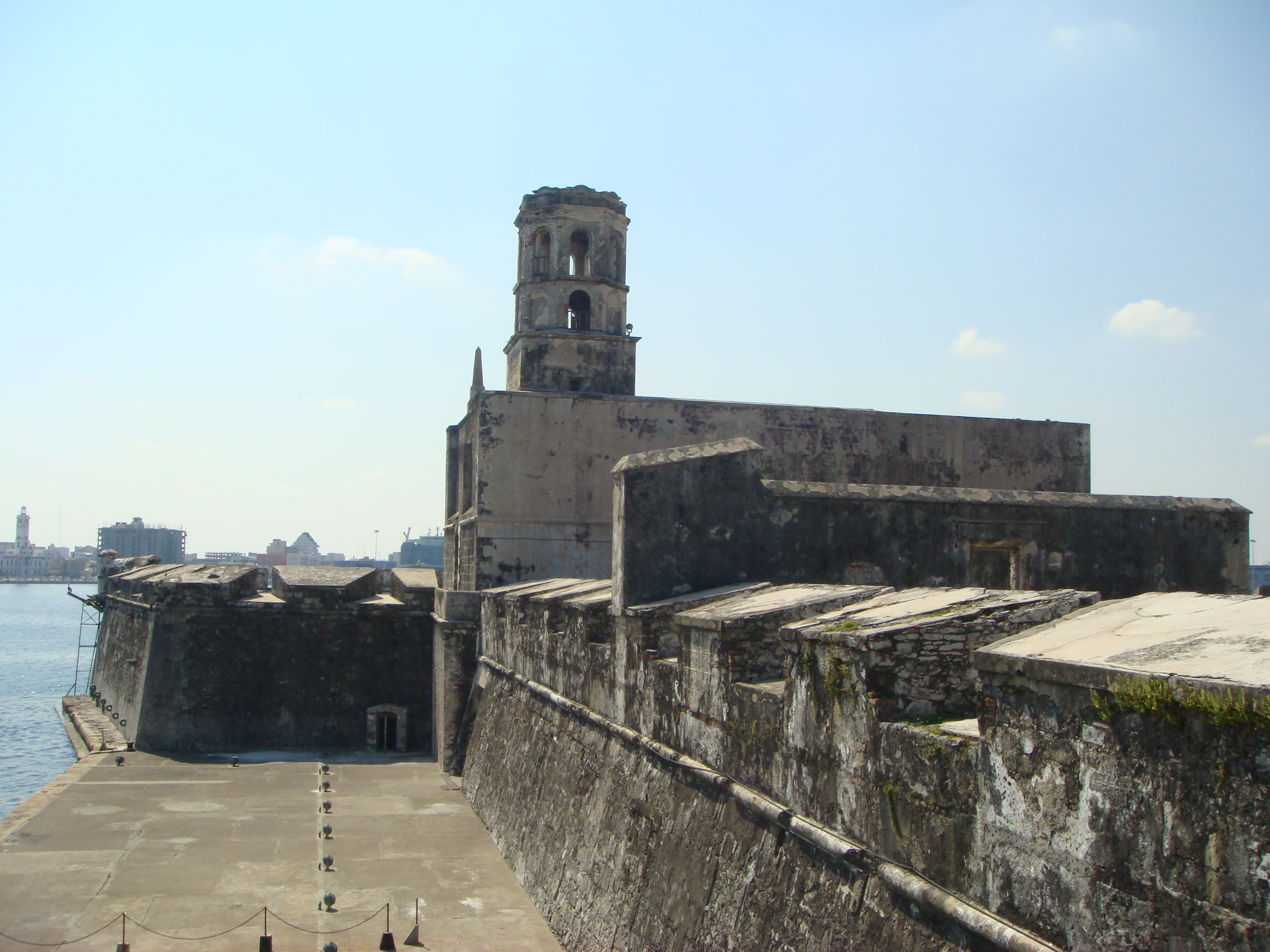
San Juan de Ulúa, fuerte español en Veracruz, México (2008)

### Antecedentes en las Américas españolas
El significado general de asiento es "consentimiento" o "asentamiento, establecimiento". En un contexto comercial, significa "contrato, acuerdo comercial". En palabras de Georges Scelle, se trataba de "un término de derecho público español que designa todo contrato celebrado con fines de utilidad pública... entre el gobierno español y particulares".
El sistema asiento se estableció después del asentamiento español en el Caribe, cuando la población indígena estaba atravesando un colapso demográfico y los españoles necesitaban otra fuente de mano de obra. Inicialmente, unos pocos africanos cristianos nacidos en Iberia fueron transportados al Caribe. Pero como el colapso demográfico indígena estaba en curso y los oponentes de la explotación española de la mano de obra indígena crecían, incluido Bartolomé de Las Casas (aunque luego se retractó de sus opiniones), el joven rey Habsburgo Carlos I de España permitió la importación directa de esclavos de África (bozales) al Caribe. 
El primer asiento para la venta de esclavos se redactó en agosto de 1518, concediendo a un favorito flamenco de Carlos, Laurent de Gouvenot, el monopolio de la importación de africanos esclavizados durante ocho años con un máximo de 4.000. Gouvenot vendió puntualmente su licencia al tesorero de la Casa de la Contratación de Indias y tres subcontratistas, comerciantes genoveses en Andalucía, por 25,000 ducados.
La casa de contratación de Sevilla controlaba tanto el comercio como la inmigración al Nuevo Mundo, excluyendo a judíos, conversos, musulmanes y extranjeros. Los esclavos africanos eran considerados mercancías y sus importaciones estaban reguladas por la corona.
La corona española cobraba un impuesto sobre cada "pieza", y no sobre cada esclavo individual entregado. España no tenía acceso directo a las fuentes africanas de esclavos ni la capacidad de transportarlos, por lo que el sistema  asiento  era una forma de asegurar un suministro legal de africanos al Nuevo Mundo, lo que aportaba ingresos a la corona española.

### Monopolio portugués
Para la corona española, el asiento era una fuente de ganancias. Haring afirma que "el asiento siguió siendo la política establecida del gobierno español para controlar y sacar provecho del comercio de esclavos". En la Casa de Austria, los asientos eran un método básico para financiar los gastos estatales: "Los préstamos adoptaban dos formas: deuda a largo plazo en forma de bonos perpetuos (juros) y contratos de préstamo a corto plazo proporcionados por banqueros (asientos). Muchos asientos fueron finalmente convertidos o refinanciados a través de juros ".
Inicialmente, como Portugal tenía derechos ilimitados en África Occidental gracias al de Tratado de Tordesillas de 1494, dominaba el comercio europeo de esclavos africanos. Antes de la introducción del asiento oficial en 1595, cuando el monarca español también gobernaba Portugal en la Unión Ibérica (1580-1640), las autoridades fiscales españolas otorgaban asientos individuales a comerciantes, principalmente de Portugal, para llevar esclavos a las Américas. 
Hacia la década de 1560, la mayoría de estos esclavos se obtuvieron en la zona de la Alta Guinea, especialmente en la región de Sierra Leona, donde hubo muchas guerras asociadas con las invasiones mandinga.

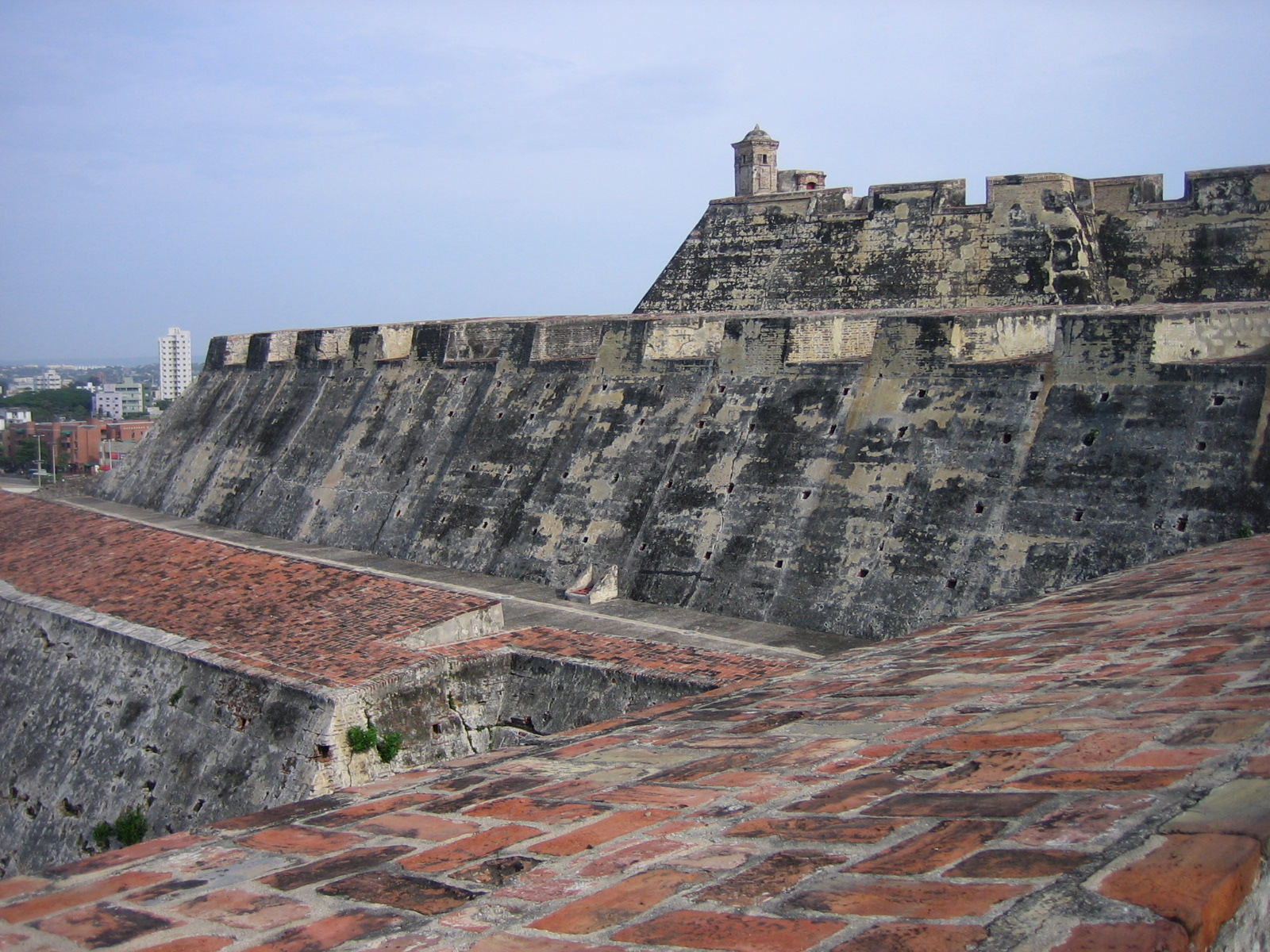
San Felipe, fuerte español en Cartagena (Colombia).

Tras el establecimiento de la colonia portuguesa de Angola en 1575 y el reemplazo gradual de Santo Tomé por Brasil como principal productor de azúcar, los intereses angoleños pasaron a dominar el comercio y fueron los financieros y comerciantes portugueses quienes obtuvieron el asiento más amplio y de mayor escala que se estableció en 1595 durante el período de la Unión Ibérica, cuando Felipe II asumió la Corona de Portugal, y, obviamente se fusionaron los dos reinos. 
El asiento se extendió a la importación de esclavos africanos a Brasil, y aquellos que tenían asientos para el comercio de esclavos brasileños a menudo también comerciaban con esclavos en Hispanoamérica. Hispanoamérica fue un importante mercado para los esclavos africanos, muchos de los cuales excedían la cuota de la licencia de asiento y eran vendidos ilegalmente. Entre 1595 y 1622, aproximadamente la mitad de todos los esclavos importados tenían como destino México. La mayoría de los esclavos contrabandeados no fueron traídos por comerciantes independientes.
El dominio angoleño del comercio se manifestó después de 1615, cuando los gobernadores de Angola, empezando por Bento Banha Cardoso, se aliaron con los mercenarios de Imbangala para causar estragos en las potencias africanas locales.
Muchos de estos gobernadores también poseían el contrato de Angola además del asiento, asegurando así sus intereses. Los registros marítimos de Veracruz y Cartagena muestran que hasta el 85% de los esclavos que llegaban a los puertos españoles procedían de Angola, traídos en barcos portugueses. 
En 1637, la Compañía Neerlandesa de las Indias Occidentales (WIC: Geoctroyeerde West-Indische Compagnie) empleó a comerciantes portugueses en el comercio. El período anterior del asiento terminó en 1640 con lal Guerra de Restauración portuguesa, aunque incluso entonces los portugueses continuaron abasteciendo a las colonias españolas.

### Competición holandesa, francesa y británica

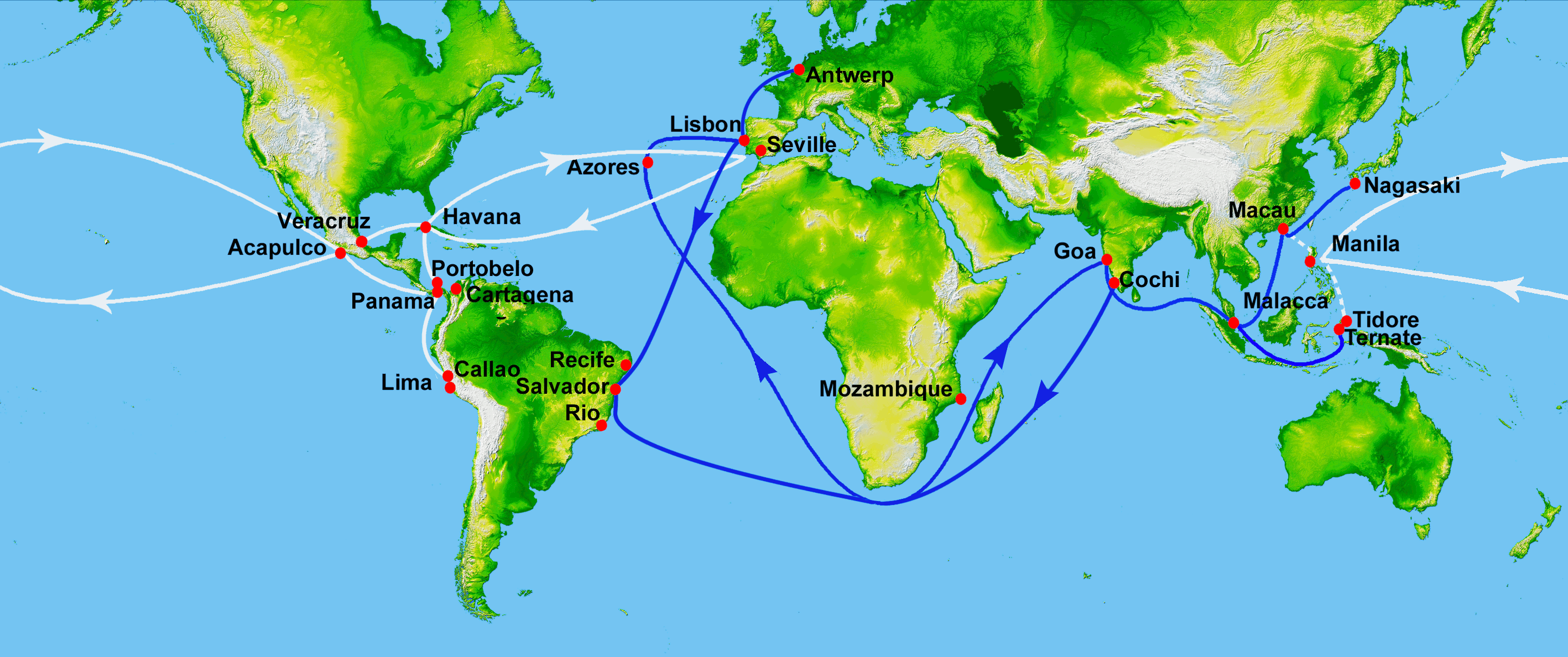
Principales rutas comerciales españolas (blanco), mostrando la ubicación de Sevilla, La Habana, Portobelo, Cartagena y Veracruz.

En 1647, los holandeses alcanzaron un acuerdo de paz provisional con España, reconociendo el statu quo en las Indias Orientales y Occidentales, así como las patentes de la Compañía Neerlandesa de las Indias Orientales y de la Compañía Neerlandesa de las Indias Occidentales.
En la década de 1650, después de que Portugal lograra su independencia de España, España negó el asiento a los portugueses, a quienes consideraba rebeldes. España intentó entrar directamente en el comercio de esclavos, enviando barcos a Angola para comprar esclavos. 
También se jugó con la idea de una alianza militar con el Reino del Congo, al norte de Angola. Pero estas ideas fueron abandonadas y los españoles regresaron a los intereses portugueses y luego holandeses para suministrar esclavos. Los españoles adjudicaron grandes contratos para el asiento al banquero genovés Grillo en la década de 1660 y a la Compañía Neerlandesa de las Indias Occidentales en 1675, en lugar de a los comerciantes portugueses en las décadas de 1670 y 1680.
Sin embargo, este mismo período vio un resurgimiento de la piratería. En 1700, con la muerte del último monarca de los Habsburgo, Carlos II de España, su testamento nombró a la Casa de Borbón en la figura de Felipe V de España como sucesor del trono español. Los Borbones también eran reyes de Francia, por lo que el asiento fue concedido en 1702 a la Compañía de Guinea, para la importación de 48.000 esclavos africanos a lo largo de una década. Los africanos fueron transportados a las colonias caribeñas francesas de Martinica y Santo Domingo.
Como parte de su estrategia de mantener el equilibrio de poder en Europa, Gran Bretaña y sus aliados, incluidos los holandeses y los portugueses, disputaron la herencia borbónica del trono español y lucharon en la guerra de sucesión española contra la hegemonía borbónica. Aunque Gran Bretaña no prevaleció, sí recibió el asiento como parte de la Paz de Utrecht. Esto le otorgó a Gran Bretaña un asiento por treinta años para enviar un barco mercante al puerto español de Portobelo, suministrando 4,800 esclavos a las colonias españolas. El asiento se convirtió en un conducto para el contrabando británico y los contrabandistas de todo tipo, lo que socavó los intentos de España de mantener un sistema comercial proteccionista con sus colonias americanas. Las disputas relacionadas con este asunto dieron lugar a la guerra de la Oreja de Jenkins (1739). Gran Bretaña renunció a sus derechos al asiento después de la guerra, en el Tratado de Madrid de 1750, mientras España estaba implementando varias reformas administrativas y económicas. 
La Corona española compró el derecho al asiento de la Compañía de los Mares del Sur ese año, y buscó otra vía para abastecerse de esclavos africanos, intentando liberalizar su tráfico, tratando de pasar a un sistema de libre comercio de esclavos por parte de españoles y extranjeros en determinadas localidades coloniales. Entre ellos se encontraban Cuba, Santo Domingo, Puerto Rico y Caracas, regiones que utilizaban esclavos africanos en grandes cantidades.

## Titulares del asiento

### Temprano: 1518–1595
- 1518–1527: Laurent de Gouvenot (también conocido como Lorenzo de Gorrevod o Garrebod), exgobernador de Bresse y mayordomo mayor de Carlos I de España.[31][32]

El primer barco negrero transatlántico conocido, zarpó de Santo Tomé en 1525.
- - Subcontratado a Domingo de Forne, Agustín de Ribaldo y Fernando Vázquez, todos genoveses establecidos en Sevilla.[32]
- 1528-1536: Las familias Welser y Fúcar de Augsburgo.[33] A la familia Welser se le concedió el asiento en la provincia de Nueva Andalucía y Paria pero son desposeídos del mismo tras recibir quejas sobre su trato a los trabajadores nativos americanos.

- 1565: El rey Felipe II concede a Pedro Menéndez de Avilés un asiento con amplios privilegios comerciales, el poder de distribuir tierras y licencias para vender 500 esclavos, así como varios títulos, incluido el de adelantado de Florida.[34]

### Portugueses y la trata de esclavos: 1595–1640
Se otorgaron 6 asientos a:
- 30 de enero de 1595 – 13 de mayo de 1601: Pedro Gomes Reynel[35][nb 4][36][17][37]

- 13 de mayo de 1601 – 16 de octubre de 1604:[35] João Rodrigues Coutinho.[37]

- 16 de octubre de 1604-27 de septiembre de 1615:[35] Gonçalo Vaz Coutinho

- 27 de septiembre de 1615 – 1 de abril de 1623:[35] António Fernandes de Elvas. Los dos principales lugares de la América española a donde se llevaban esclavos eran Cartagena de Indias y Veracruz[38] desde aquí se distribuían hacia lo que hoy es Venezuela, las Antillas y Lima (a través de Portobelo y Panamá) luego al Alto Perú y Potosí.

- - [39]

- 1 de abril de 1623 – 25 de septiembre de 1631:[35] Manuel Rodrigues Lamego; 59 barcos fueron autorizados para África, donde se compraron alrededor de 8.000 esclavos africanos a comerciantes de África occidental, principalmente de Luanda.[40]

- 25 de septiembre de 1631 – 1 de diciembre de 1640:[35] Melchor Gómez Angel y Cristóvão Mendes de Sousa.

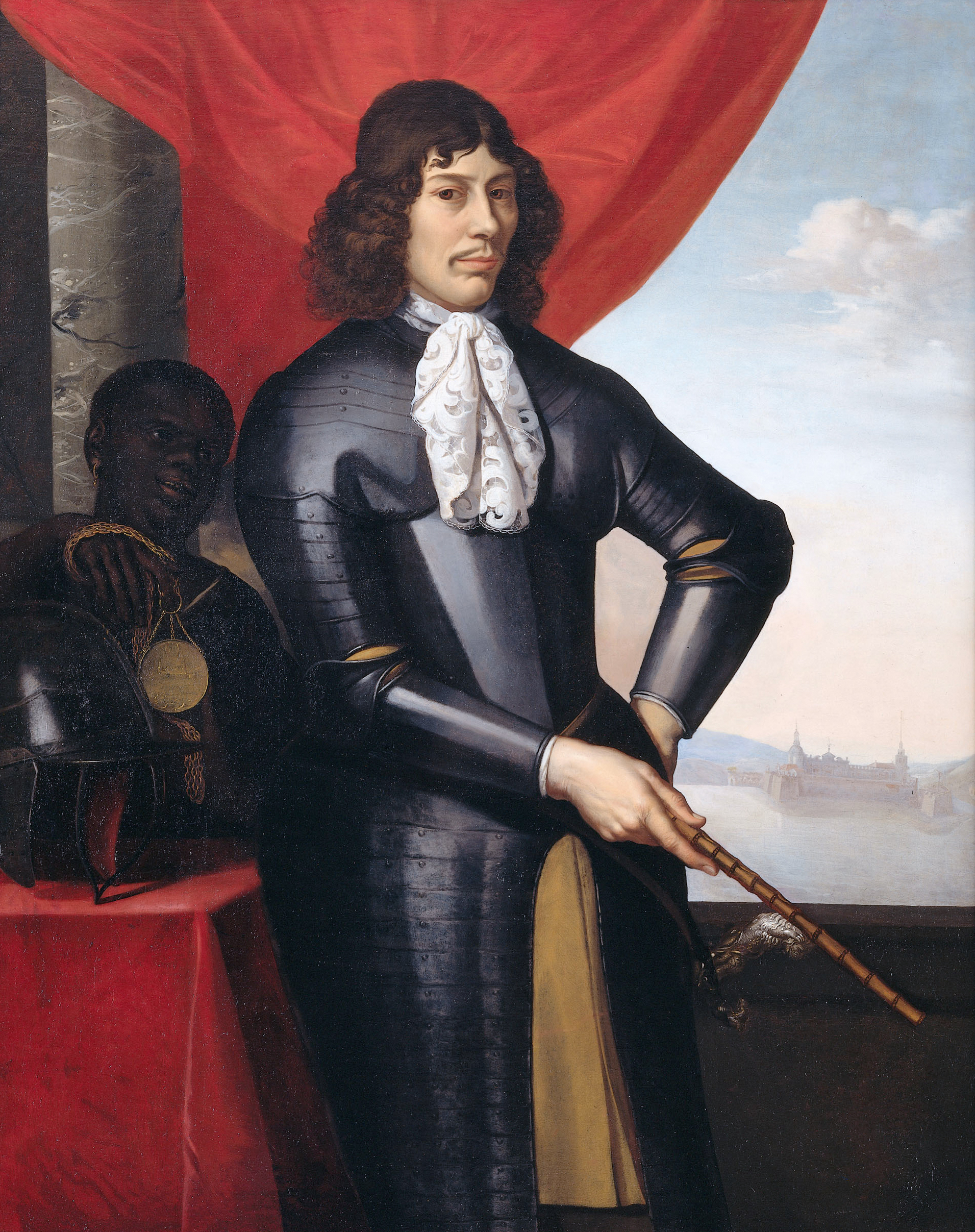
Jan Valckenburgh

En 1640 se desintegró la Unión Ibérica y comenzó la Guerra de Restauración portuguesa. Entre 1640 y 1651 no hubo asiento.
Las llegadas de esclavos a las Américas españolas disminuyeron precipitadamente.
El 12 de julio de 1641, Portugal y las Provincias Unidas de los Países Bajos firmaron un «Tratado de Alianza Ofensiva y Defensiva», también conocido como el Tratado de La Haya. 
Los barcos holandeses podían permanecer en cualquier puerto portugués durante diez años. El comerciante holandés Jan Valckenburgh vio una oportunidad, pero fue expulsado de Loango-Angola a partir del año de 1648. 
Los empresarios privados holandeses fueron responsables de casi la mitad de la inversión total en el comercio de esclavos, frente a una participación menor en manos de la WIC.
La invasión de Jamaica fue el casus belli que desembocó en la guerra anglo-española (1654-1660).  En marzo de 1659, el finlandés Hendrik Carloff y dos holandeses fundaron la Compañía danesa de las Indias Occidentales y Guinea. Su mandato incluía el comercio con la Costa de Oro danesa, y su objetivo era competir con los holandeses, la Compañía Sueca de África y los portugueses. Los holandeses compitieron con la Royal African Company fundada en 1660. 
Ambas potencias esclavistas tenían una fuerte presencia en la Costa del Oro y en la Golfo de Benín; muchos esclavos provenían del Río Cross, Calabar en el Golfo de Biafra y África Central Occidental. 
Los holandeses y portugueses firmaron un nuevo Tratado de La Haya (1661). Matthias Beck, que había abandonado el Brasil holandés en 1654, fue designado por la Compañía Neerlandesa de las Indias Occidentales como gobernador de Curazao, que, desde 1662 hasta 1728 y de manera intermitente a partir de entonces, funcionó como un centro de almacenamiento a través del cual los esclavos transportados en condiciones físicas infames en los barcos holandeses para ser vendidos en las colonias españolas. Una segunda rama del tráfico intraamericano de esclavos se originó en Barbados y la Colonia de Jamaica.

### Genoveses: 1662–1671
En 1658 Ambrogio Lomellini y Domenico Grillo fueron nombrados Tesoreros de la Santa Cruzada, librando guerra contra los "infieles". Este hecho les permitió tener acceso a una parte de los tesoros que provenían de América. (Desde finales de la década de 1640, Grillo y su socio comercial Lomellini vivieron en Madrid.) 
En 1662 y 1666 España (o las finanzas reales) estaban en quiebra. Contratos de esclavos de la WIC con Grillo y Lomellini de Madrid, 1662 y 1667, a quienes se les permitía subcontratar con cualquier nación amiga de España.
- 5 de julio de 1662 – 1669: Grillo y Lomellini prometieron embarcar 24.000 esclavos en siete años, con la ayuda de la Compañía Holandesa de las Indias Occidentales y los Aventureros Reales Ingleses (English Royal Adventurers), desde Jamaica hasta Cartagena, Colombia, Veracruz y Portobello. En 1664, la situación política en Europa y el Caribe era volátil, lo que llevó a la Segunda Guerra Anglo-Holandesa. Robert Holmes capturó el puesto comercial holandés de Cabo Verde en junio de 1664 y confiscó varios barcos de la Compañía Holandesa de las Indias Occidentales.

- Cristóbal Calderón, el procurador general de La Habana, solicita, en nombre de su ciudad, una licencia para navegar directamente a las costas de Guinea y Angola para abastecerse de esclavos en lugar de depender de los que el asiento traía de Barbados y Curazao. La Habana, 28 de abril de 1664.

- En enero de 1667, Grillo y Lomellini convencieron al Consejo de Indias para que devolviera 100.000 pesos al asiento para restablecer las negociaciones esclavistas con los británicos y los holandeses.[52]

- Grillo y Lomellini se pusieron en contacto con Francesco Ferroni en Ámsterdam y luego se dirigieron a los holandeses para cumplir con las condiciones de su contrato.[53][54] El monopolio de Grillo fue recibido con amargura en las colonias. Operó casi exclusivamente por apoderados.[55] En 1668, cuando la propiedad de Grillo fue amenazada con la confiscación debido a enormes deudas, logró una extensión del asiento por dos años.

- En 1668 se erigió un inmenso almacén en la isla de Curazao.[56] Alrededor del 90% de los esclavos fueron exportados desde Curazao y la mitad de ellos ilegalmente.[57][58]

En 1669, España estaba casi en bancarrota. El banco Coymans de Ámsterdam transportó en cuatro buques de guerra reales de a ocho o barras de plata (por valor de 500.000 florines) desde Nueva España hasta Cádiz para conseguir un subcontrato.
También el rey Carlos II de Inglaterra intentó adquirir el asiento. El Tratado de Madrid (1670) fue muy favorable a Inglaterra, ya que su propiedad de territorios en el mar Caribe fue confirmada por España. Inglaterra acordó suprimir la piratería en el Caribe y, a cambio, España acordó permitir a los barcos ingleses la libertad de movimiento. Ambos acordaron abstenerse de comerciar en el territorio caribeño del otro y limitar el comercio a sus posesiones.
En 1671, el asiento Grillo terminó debido a la desconfianza.
La experiencia de Grillo abrió el camino para la expansión de las compañías de comercio de esclavos holandesas, inglesas y francesas.
- En 1671, el corsario Henry Morgan, autorizado por el gobierno inglés, saqueó y quemó la ciudad de Panamá Viejo, un importante puerto en el Pacífico utilizado por Grillo para el comercio de esclavos a lo largo de la costa.[69]

- En 1672 se fundó la Royal African Company, encabezada por Jacobo II de Inglaterra. En 1673 se fundó la Compagnie du Sénégal y utilizó Gorée para albergar a los esclavos desde 1677. Según relatos históricos, no se comerciaba allí más de 500 esclavos por año.[70]

- 1674: La Compañía Francesa de las Indias Occidentales[nb 7] se declaró en quiebra, los holandeses perdieron Nueva Ámsterdam y Nueva Holanda en la tercera guerra anglo-neerlandesa.
- 1675: La Compañía Holandesa de las Indias Occidentales se reinició, Curazao parece haberse convertido en un puerto libre para el azúcar, los esclavos y el contrabando.

### Holandés y portugués: 1671–1701

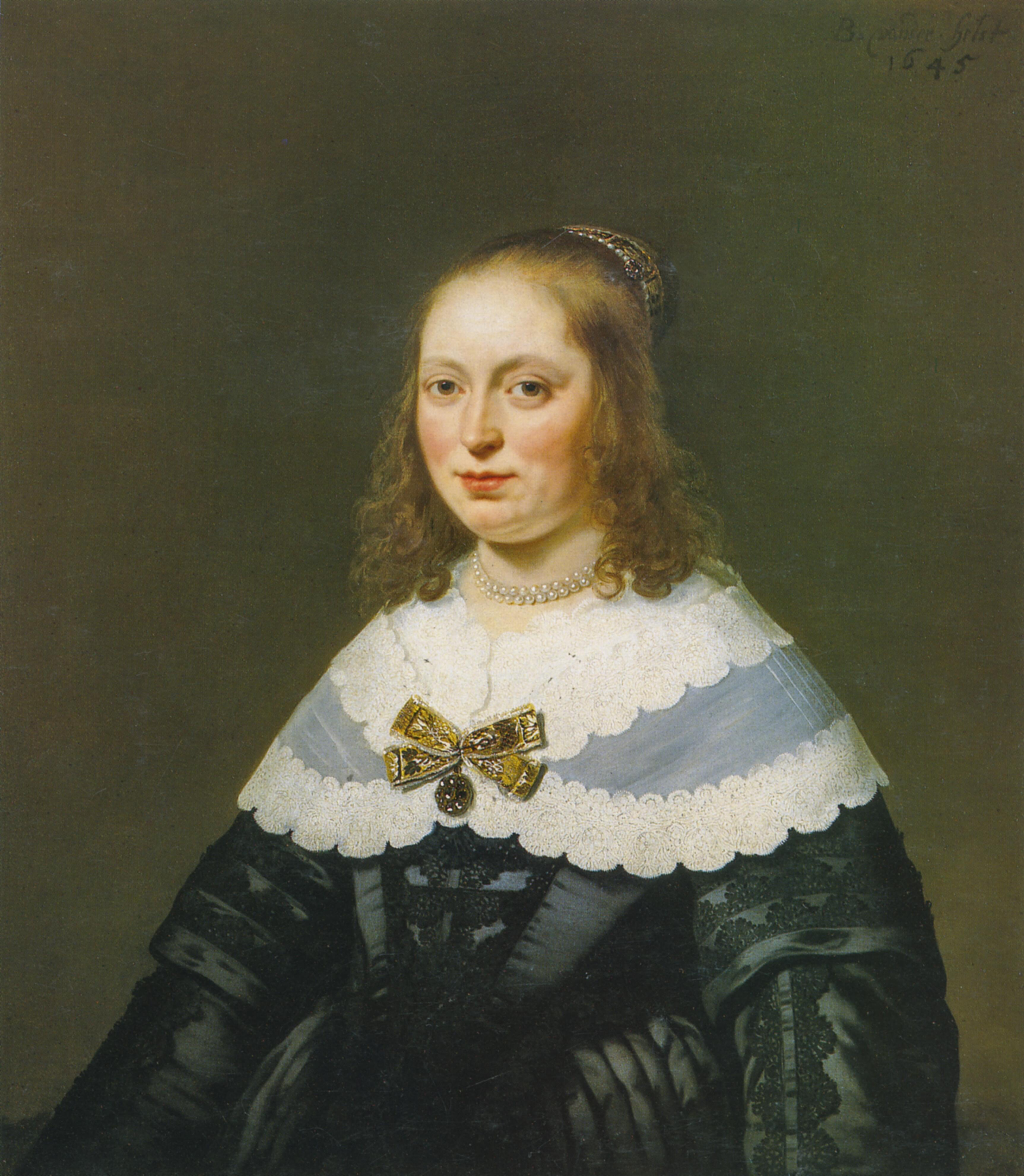
De 1657 a 1679, Sophia Trip dirigió la Compañía Coymans, que financió y organizó el tráfico de esclavos. Retrato de Bartholomeus van der Helst (1645).

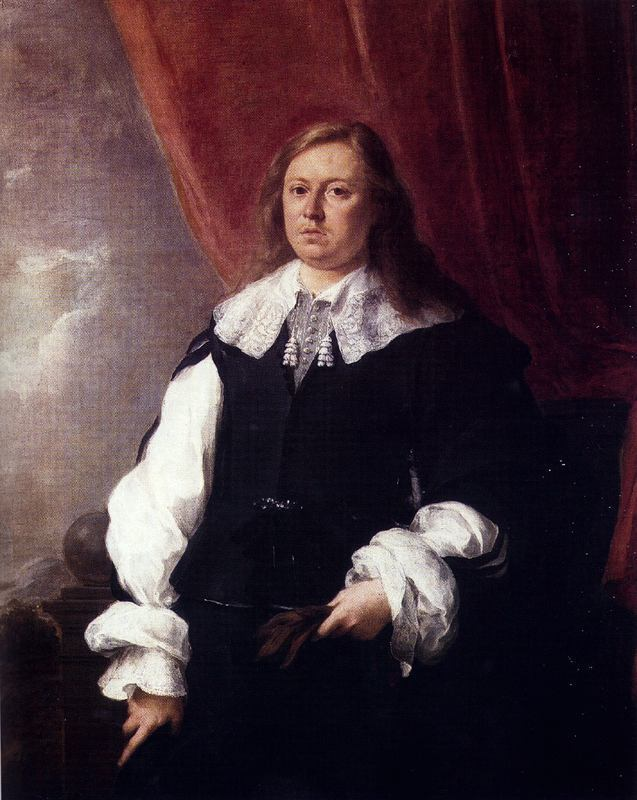
El mercader holandés en Cádiz Joshua van Belle, involucrado con su hermano Pedro van Belle en el tráfico de esclavos, pintura de Murillo en 1670, Galería Nacional de Irlanda, Dublín.

En 1661, los holandeses y los portugueses firmaron la paz. El comienzo del comercio de esclavos en Curazao se remonta a 1665.
En 1666 Francia y Dinamarca declararon la guerra a Inglaterra. Después de la segunda guerra anglo-neerlandesa los holandeses y los ingleses firmaron el Tratado de Breda y Nueva York pasó a ser británica. El tratado de Lisboa (1668) puso fin a la guerra entre España y Portugal. En 1674, la WIC convirtió a Curazao en puerto libre, dándole una posición clave en las redes internacionales, especialmente en el tráfico de esclavos.
- 1671–1674: António García, un portugués, fue el heredero de Lomelino.[72][73] En 1675 buscó la ayuda de Balthasar y su hermano Joseph Coymans y la Compañía Holandesa de las Indias Occidentales, financiando el préstamo y el envío.[nb 8] García se encargó de comprar todos los esclavos en Curazao.[74]

- 1676–1679: Manuel Hierro de Castro y Manuel José Cortizos, miembros del Consulado de Sevilla. Los españoles propusieron obtener los esclavos de Cabo Verde, ubicado en la línea de demarcación entre el imperio español y portugués, pero esto iba en contra de la carta de la WIC.[75] Los holandeses ofrecieron llevar los esclavos a La Española o a los puertos del continente español. De 1662 a 1690, solo veinte barcos esclavistas zarparon bajo la bandera española, principalmente entre 1677 y 1681, un promedio de menos de uno al año.[76]

- En mayo de 1679 los Coymans financiaron transportes de esclavos, organizados por el capitán Juan Barroso del Pozo, de 9.800 "negros" a Curazao.[77][nb 9]

- En 1680, el sevillano Barroso y Nicolás Porcio, su yerno veneciano, se convirtieron en asentistas.[78][79]

- 1682–1688: Juan Barroso del Pozo (−1683) y Nicolás Porcio lograron obtener el asiento por seis años y medio.[80] Fue Porcio quien se enfrentó a muchas dificultades financieras después de la pérdida de barcos y esclavos. En 1683 viajó a Portobelo, pero fue hecho prisionero. No pudo realizar sus pagos a la corona, alegando que las autoridades locales de Cartagena estaban trabajando en contra de sus intereses.[81][82]

- - 1683 Corsarios holandeses atacaron Veracruz y Cartagena.

- - En 1684, Génova fue duramente bombardeada por una flota francesa como castigo por su alianza con España. Como resultado, los banqueros y comerciantes genoveses establecieron nuevos vínculos económicos y financieros con Luis XIV.

- Febrero de 1685 – marzo de 1687: Balthasar Coymans logró derrocar a Porcio.[83][84] El pago en efectivo al gobierno español, una característica indispensable de este trato, fue proporcionado por la casa de Coymans en Ámsterdam.[85] Coymans hizo un pago inmediato por algunas fragatas para la marina española que se estaban construyendo en Ámsterdam y un anticipo de los impuestos que tendría que pagar por las mercancías importadas a Hispanoamérica.[86]

- - Real Orden, firmada "El Rey", ordenando a Don Balthasar Coymans, Don Juan Barrosa y Don Nicolás Porzio reunir a diez monjes capuchinos (frailes franciscanos) de Cádiz o Ámsterdam para navegar a la costa de África para comprar esclavos, convertirlos al cristianismo y venderlos en las Indias Occidentales, 25 de marzo de 1685 Balthasar & Johan Coymans.[87]

- - Carta de Rodrigo Gómez a [Manuel Diego López de Zúñiga Mendoza Sotomayor, X] Duque de Béjar informando de la concesión de un asiento de negros en el Río de la Plata a favor de Baltasar Coymans y pide recomendaciones personales para que su hijo Pedro sea empleado en ese negocio. Menciona también a Gaspar de Rebolledo, Juan Pimentel como Gobernador de Buenos Aires y a [Carlos José Gutiérrez de los Ríos Roha, VI] Conde de Fernán-Núñez. Antwerp, 1685-04-17.[88]

- - Julio de 1686: Las Cortes Imperiales, Consejo de Castilla, inician una investigación sobre la legitimidad del ).[89] El asiento con Coymans es anulado.[90]

- - Octubre de 1686: Los holandeses se negaron a aceptar la "Junta de asiento de Negros", una comisión de dudosa autoridad.

- - Existía el riesgo de una guerra entre Francia, Gran Bretaña y España, que daría lugar a la Gran Alianza; los holandeses temían que Jamaica se volviera más importante que Curazao.[91]

- - La Compañía Holandesa de las Indias Occidentales pagó dividendos elevados, del 10%.[92]
- 1687–1688: Jan Carçau, o Juan Carcán, antiguo ayudante de Balthasar Coymans, asume el asiento.[93]

- - Marzo de 1688: Jan Carçao es encarcelado en Cádiz, acusado de fraude.[94] En junio de 1688 la comisión emitió un dictamen en el que se establecía que los holandeses debían reconocer la autoridad de la Junta antes de que pudieran continuar las discusiones.[95]

- - En agosto de 1688, las acciones de la Compañía Holandesa de las Indias Orientales y Occidentales se desplomaron en la Bolsa de Valores de Ámsterdam.[96] Desde la Revolución Gloriosa, Jacobo II de Inglaterra, de orientación católica, se exilió en Francia.

- 1688 – octubre de 1691: Nicolás Porcio.

- 1692–1695: Bernardo Francisco Marín de Guzmán.

- - 1695–1701: España volvió a los portugueses; Manuel Ferreira de Carvalho en representación de la Compañía de Cacheu y Cabo Verde.

- - En 1695, la Armada francesa había decaído hasta el punto de que ya no podía enfrentarse a los ingleses y holandeses en una batalla en mar abierto y, por lo tanto, había recurrido al corso.

- - 1695–1696 La Royal Africa Company sufrió grandes pérdidas[97] y perdió su monopolio después de la Ley de Comercio con África de 1697.

- - En 1696, estaba claro que Carlos II de España moriría sin hijos, y entre sus herederos potenciales se encontraban Luis XIV y el emperador Leopoldo en Viena.

- - En mayo de 1697, los franceses asaltaron Cartagena y saquearon la ciudad. Jean du Casse, que prestó su apoyo sólo a regañadientes, ya que prefería un ataque a Portobelo, de donde provenía la mayor parte de la plata y los dólares españoles. Todos los países necesitaban impulsar la economía al final de la guerra de los Nueve Años. En septiembre de 1697, Francia firmó Tratados de Paz con España e Inglaterra, y un Tratado de Paz y Comercio con la República Holandesa (Paz de Ryswick). En el Caribe, Francia recibió las islas españolas de Tortuga y Saint-Domingue.

- 1699–1703 Manuel Belmonte colaboró con Luis y Simón Rodriques de Souza de la Compañía Portuguesa de las Indias Occidentales.

- - En 1700, un nieto de Luis XIV ascendió al trono español como el rey Felipe V de España.

- - En 1702 comenzó la guerra de sucesión española: la Gran Alianza (Reino de Inglaterra, República Holandesa y Sacro Imperio Romano Germánico) declaró la guerra a Francia y España. Sin embargo, el principal esfuerzo de la Marina Real no fue frente a la costa española, sino frente a las costas españolas en Europa (Batalla de Cádiz).[98] Las pérdidas navales españolas en la Batalla de la Bahía de Vigo significaron una dependencia total de la marina francesa para mantener las comunicaciones con las Américas.[99] España dependía de los barcos franceses, no solo para los esclavos, sino también para su flota de lingotes.[96] Debido a la competencia comercial, pagar a los franceses y españoles por el asiento fue un tema destacado durante la guerra de sucesión española.[100]

- - El Tratado de Methuen, con el enviado holandés Francesco Belmonte como uno de los negociadores, reguló el establecimiento de relaciones comerciales entre Inglaterra y Portugal. Los portugueses que tuvieron dificultades para renunciar a sus derechos de asiento fueron entendidos como un privilegio francés y, de hecho, un indicador del estatus superior de los franceses en el extranjero.

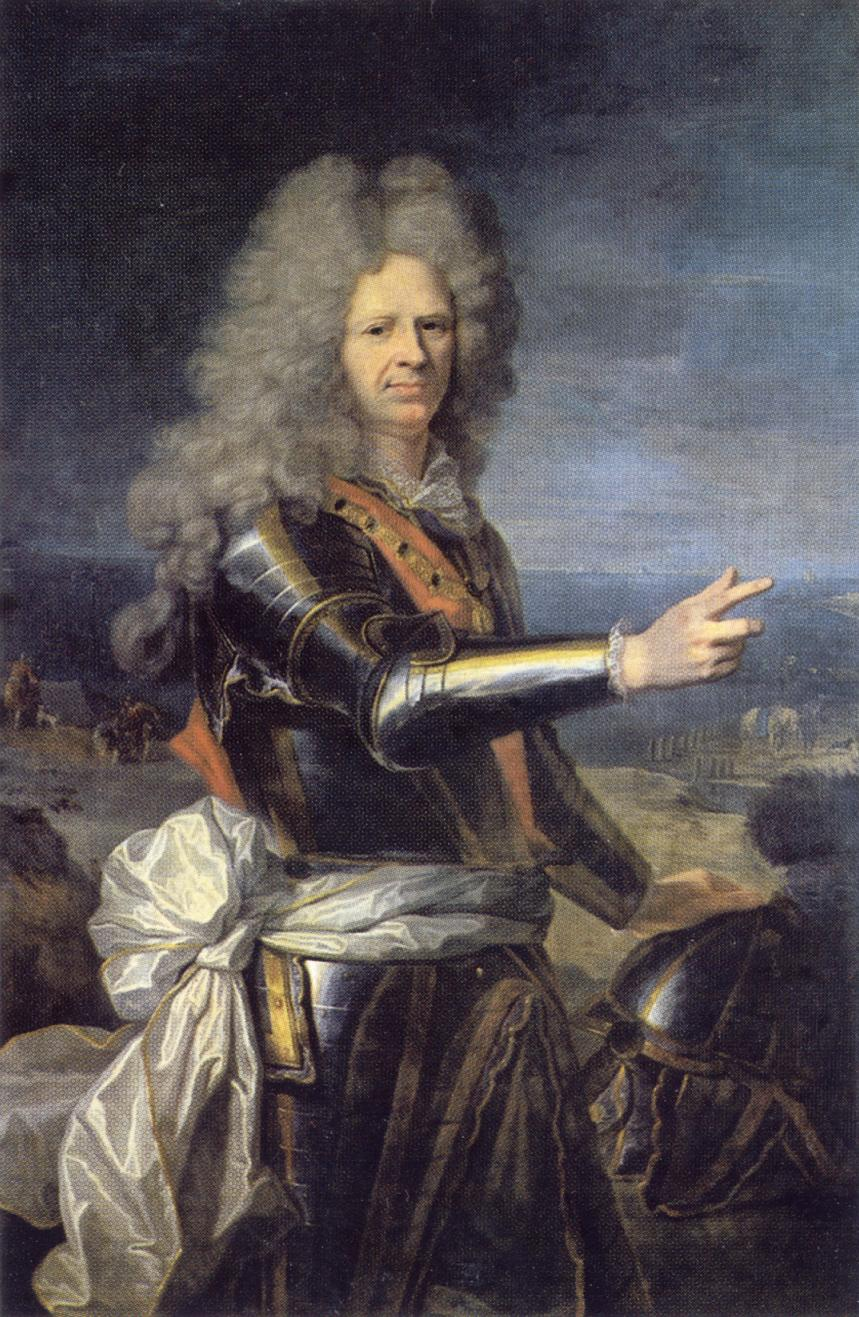
Juan Bautista Du Cassé, 1700

- 1701-1713: Gobernador Jean-Baptiste du Casse en nombre de la Compagnie de Guinée et de l'Assiente des Royaume de la France, fundada en 1684. La Compañía de Guinea se concentró en el comercio de esclavos para Guinea y Santo Domingo, regresando con azúcar y todos los demás productos a Nantes.[101] En 1701, el rey francés concedió a la Compañía de Guinea el asiento español y la compañía se reorganizó. A diferencia de cualquier otra compañía autorizada anterior, incluía tanto al rey español como al rey francés como accionistas, con una cuarta parte del capital total cada uno, que ascendía a 100.000 libras. El asiento no concernía al Caribe francés sino a la América española.

- En 1706, los plantadores ingleses de Jamaica pidieron a la Compañía de Guinea que les suministrara esclavos, pero les fue denegada su petición.[102]

- El 2 de diciembre de 1711, Jacques Cassard obtuvo del rey francés el mando de una escuadra de ocho barcos y se embarcó en una expedición durante la cual saqueó la colonia portuguesa de Cabo Verde. Se apoderó en particular del fuerte Praia en Santiago, Cabo Verde, almacén del comercio. Luego partió hacia Montserrat y Antigua en el Caribe antes de dirigirse a las posesiones de los holandeses. El 10 de octubre de 1712, Cassard atacó Surinam y Berbice, donde exigió una cantidad de 300.000 florines, que fue pagada en letras de cambio, esclavos y mercancías. Las negociaciones con Surinam comenzaron y el 27 de octubre Cassard partió con 747.350 ƒ (8,1 millones de euros en 2018).[103][104] Cassard regresó a Martinica y zarpó hacia San Eustaquio. Curazao fue ocupada por Cassard del 18 al 27 de febrero de 1713, más sustancial y rica que las anteriores, pero también mucho mejor defendida.

- El rey abolió el monopolio de la Compañía asiento en 1713 y abrió el comercio al sur del río Sierra Leona a comerciantes privados franceses de cinco ciudades portuarias específicas: Nantes, Burdeos, La Rochelle, Le Havre y Saint-Malo. Pagaban un impuesto al rey por cada africano esclavizado que era transportado a las Indias Occidentales francesas a su regreso a Francia.[105]

### Británico: 1713–1750
Después de la introducción de la Ley de Comercio con África de 1697, la Royal African Company perdió su monopolio y en 1708 se declaró insolvente.
- 1 de mayo de 1713 – mayo de 1743: la Compañía del Mar del Sur recibió el asiento por treinta años,[107][108]

El contratista inglés debía adelantar 200.000 pesos (£45.000) a Philip por su parte en el comercio, que se pagarían en dos cuotas iguales, las primeras dos meses después de la firma del contrato, y las segundas dos meses después de la primera. Además, a la compañía se le permitió enviar un barco de 500 toneladas anualmente a Portobello para realizar comercio normal y evitar el contrabando.
La Paz de Utrech de 1713 otorgó a Gran Bretaña un asiento de negros con una duración de 30 años para suministrar a las colonias españolas 144.000 esclavos a razón de 4.800 por año. A Gran Bretaña se le permitió abrir oficinas en Buenos Aires, Caracas, Cartagena, La Habana, Panamá, Portobelo y Veracruz. Se añadió una cláusula extralegal: se podría enviar un barco de no más de 500 toneladas a uno de estos lugares cada año (el Navío de Permiso) con mercancías comerciales generales. (A los barcos anuales se sumaban dos barcos, pero no formaban parte del contrato de asiento.) Una cuarta parte de las ganancias se reservaría para el Rey de España. El asiento fue otorgado a nombre de la Reina Ana y luego contratado a la compañía.
Se previó que el mismo procedimiento de presentación de informes podría realizarse en intervalos subsiguientes de cinco años. Al final del contrato se concedieron a los Assentistas tres años para sacar sus efectos de las Indias, ajustar sus cuentas y “hacer balance del todo”.
En julio, la Compañía del Mar del Sur había concertado contratos con la Royal African Company para suministrar los esclavos africanos necesarios a Jamaica. Se pagaban diez libras por un esclavo mayor de 16 años, y ocho libras por uno menor de 16 años pero mayor de 10. Dos tercios serían varones y el 90% adultos. La compañía transbordó 1.230 esclavos desde Jamaica a América en el primer año, además de todos los que los capitanes del barco pudieran haber añadido en su propio nombre (contrariamente a las instrucciones vigentes). A la llegada de los primeros cargamentos, las autoridades locales se negaron a aceptar el asiento, que todavía no había sido confirmado oficialmente allí por las autoridades españolas. Los esclavos finalmente fueron vendidos con pérdidas en las Indias Occidentales.
En 1714, el gobierno anunció que una cuarta parte de las ganancias se reservaría para la reina Ana y un 7,5% adicional para un asesor financiero, Manuel Manasses Gilligan, un colono inglés que operaba desde las (neutrales) Indias Occidentales Danesas. Algunos miembros de la junta directiva de la compañía se negaron a aceptar el contrato en esos términos, y el gobierno se vio obligado a revertir su decisión. A pesar de estos reveses, la compañía siguió adelante y logró reunir 200.000 ducados para financiar las operaciones. Ana había negociado en secreto con Francia para obtener su aprobación respecto al asiento. Se jactó ante el Parlamento de su éxito al arrebatarle el asiento a Francia y Londres celebró su golpe económico.

Según Nelson (1945, p. 55), el contrabando de la SSC “amenazaba con destruir todo el marco comercial del Imperio español”. El comercio de contrabando se convirtió en una preocupación constante para los españoles, que invirtieron mucho en protección naval. Si bien esto disminuyó efectivamente la rentabilidad del Asiento, la actividad de monitoreo mejorada española logró detectar una cantidad cada vez mayor de contrabando (Bernal, 2001).

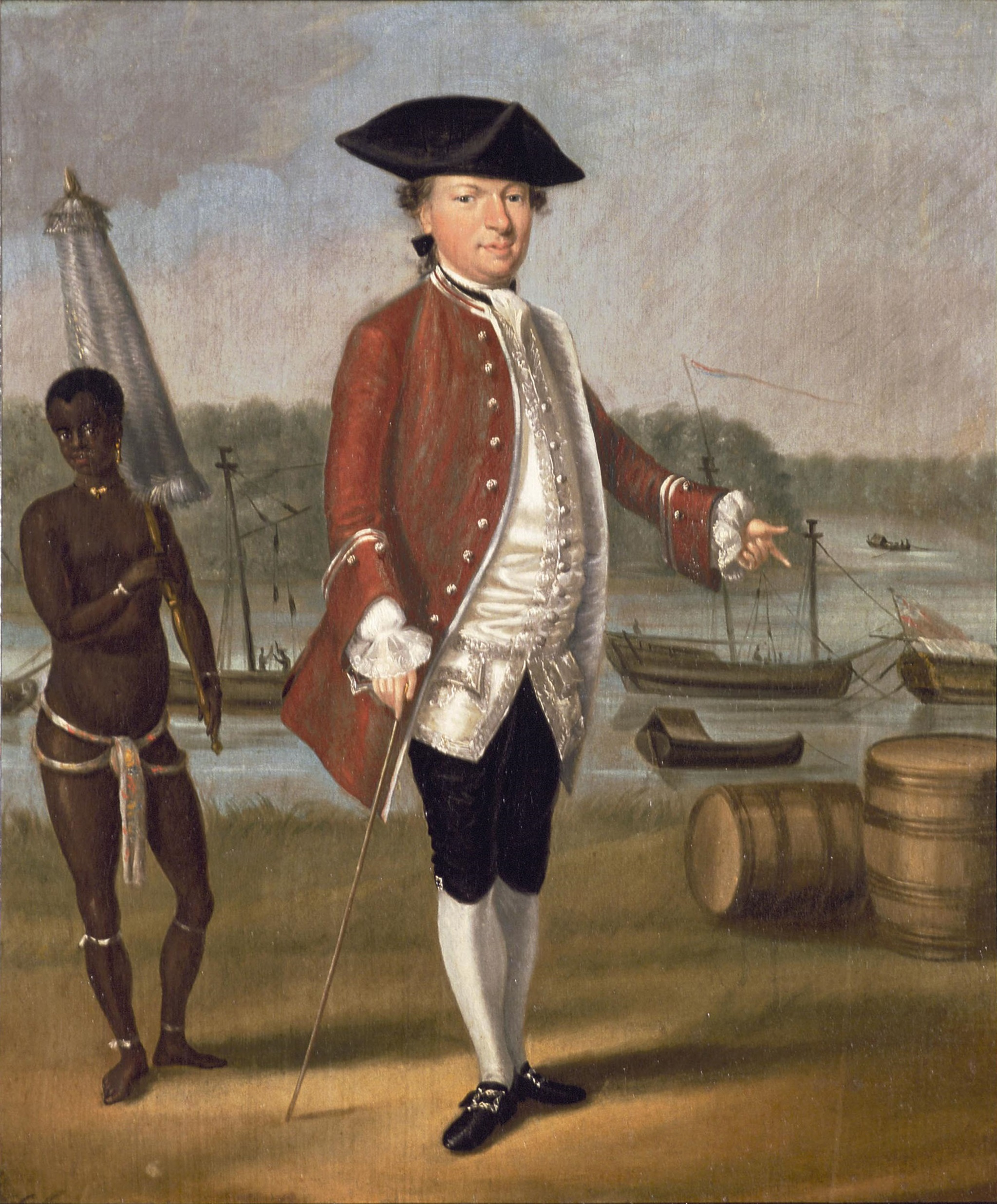
Comerciante holandés con un esclavo. Rijksmuseum de Ámsterdam

En 1714 se transportaron 2,680 esclavos, y entre 1716 y 1717, 13,000 más, pero el comercio siguió siendo improductivo. Como los franceses descubrieron previamente, los altos costos significaban que las ganancias reales del comercio de esclavos residían en el contrabando de mercancías, que evadía los derechos de importación y privaba a las autoridades de ingresos muy necesarios. Se cobraba un derecho de importación de 33 piezas de a ocho por cada esclavo (aunque para este propósito dos niños eran contabilizados como un esclavo adulto). 
En 1718, una declaración de guerra entre Inglaterra y España detuvo las operaciones bajo el asiento hasta 1721. Los activos de la empresa en Sudamérica fueron confiscados, por un costo que según la empresa ascendió a £300,000. Toda perspectiva de beneficio proveniente del comercio, para el cual la compañía había comprado barcos y estaba planeando sus próximas aventuras, desapareció. Conflictos similares interrumpieron el contrato de 1727 a 1729 y de 1739 a 1748. 
El creciente conocimiento del comercio ilícito por parte de la SSC dio lugar a que los españoles intensificaran la vigilancia in situ en las Américas durante la década de 1730.
Los españoles entonces procedieron a buscar una compensación por el comercio clandestino llevado a cabo por la SSC y otros bajo el velo del suministro de negros y el barco anual. Así, una característica clave de la crisis de depredaciones fue el continuo fracaso de la SSC en rendir cuentas y presentar informes de manera transparente.
Habiendo España planteado objeciones a las cláusulas de asiento, el Tratado de Aquisgrán fue complementado por el Tratado de Madrid (5 de octubre de 1750). 
La cuestión del asiento ni siquiera fue mencionada en el tratado, pues había perdido importancia para ambas naciones, aunque ambas partes habían acordado resolver las preocupaciones pendientes en un "momento y lugar apropiados". La cuestión se resolvió finalmente en 1750, cuando Gran Bretaña aceptó renunciar a su derecho al asiento a cambio de un pago de 100.000 libras y del comercio británico con la América española en condiciones favorables. En 1752 se fundó la Compañía Africana de Comerciantes.
Se ha estimado que la empresa transportó más de 34.000 esclavos con muertes comparables a las de sus competidores, lo que se tomó como competencia en esta área de trabajo en ese momento. Mientras tanto, se convirtió en un negocio para empresas privadas; la Compañía Neerlandesa de las Indias Occidentales comenzó a externalizar el comercio de esclavos desde la década de 1730. En 1740 una compañía de La Habana pagó a España el asiento para importar esclavos a Cuba.
- No hubo asiento durante la guerra de sucesión austríaca (1740-1748).[124]

- 1748-1750: España renovó el asiento con Gran Bretaña por cuatro años, pero terminó con el Tratado de Madrid. Las autoridades españolas «devolvieron el tráfico de esclavos a la esfera del derecho interno, de la que nunca debió salir».[125][37] A mediados del siglo XVIII, la Jamaica británica y la Saint-Domingue francesa se habían convertido en las sociedades esclavistas más grandes de la región. En 1778, los franceses importaban aproximadamente 13.000 africanos para esclavizarlos en las Indias Occidentales francesas cada año.[126]

- En 1762, los británicos importaron más de 10.000 esclavos africanos a La Habana. Lo utilizaron como base para abastecer el Caribe y las Trece Colonias.[127] En respuesta a la breve ocupación británica de La Habana (1762-1763), cuando los británicos desembarcaron 3.500 esclavos en diez meses, la corona española realizó esfuerzos decididos para revivir su propio papel en el comercio transatlántico de esclavos.[128] En teoría, España no permitía que ningún extranjero participara directamente en el comercio colonial, lo que tuvo como efecto privar a las colonias de las importaciones necesarias y fomentar el contrabando.[129]

### Español: 1765–1779
El asiento fue otorgado a un grupo de vascos entre 1765 y 1779.
- 1765–1772: Miguel de Uriarte en nombre de Aguirre, Aristegui, JM Enrile y Compañía, o Compañía Gaditana de Negros.[131]

- 1773–1779: Aguirre, Aristegui y Compañía, o Compañía Gaditana.

- Una grave crisis crediticia en 1772 obligó a los Clifford[nb 10] y a varios otros banqueros y sus empresas a declararse en quiebra. En 1773, muchos plantadores de Surinam y del Caribe tuvieron problemas financieros y el comercio holandés de esclavos disminuyó.

- Se logró una importante victoria moral cuando el presidente de la Corte Suprema británica, William Murray, primer conde de Mansfield, dictaminó en 1772 que la esclavitud era ilegal en Gran Bretaña (caso Somersett),[132][133] liberando así a unos 15.000 esclavos que habían acompañado a sus amos allí y terminando abruptamente con la práctica de esclavizar ostentosamente a los negros, escoltando a sus amos por el reino.[134]

- Durante la cuarta guerra anglo-neerlandesa los ingleses se apoderaron de algunos barcos de esclavos holandeses, como el Zong. Un intento de capturar el castillo holandés de Elmina, en la Costa de Oro de África (la actual Ghana), fracasó en 1782. Aunque muchos territorios holandeses en las Indias Occidentales fueron tomados por los británicos, algunos, como Curazao, no fueron atacados debido a su fuerza defensiva.

- En 1784, la corona española contrató a la empresa Liverpool para traer esclavos a Venezuela y Cuba entre 1786 y 1789.[128]

- El 4 de febrero de 1794, la Asamblea Nacional Legislativa aprueba un decreto que convierte a Francia en el primer país europeo en prohibir oficialmente la esclavitud en todas sus colonias.[135] Sin embargo, esto sólo se implementó en Santo Domingo, Guadalupe y Guayana.

- En marzo de 1795 la República Bátava no aceptó a todos los ciudadanos en igualdad de condiciones (contabilidad).[136]

- La ley del 20 de mayo de 1802 restablece la esclavitud en el Imperio francés.

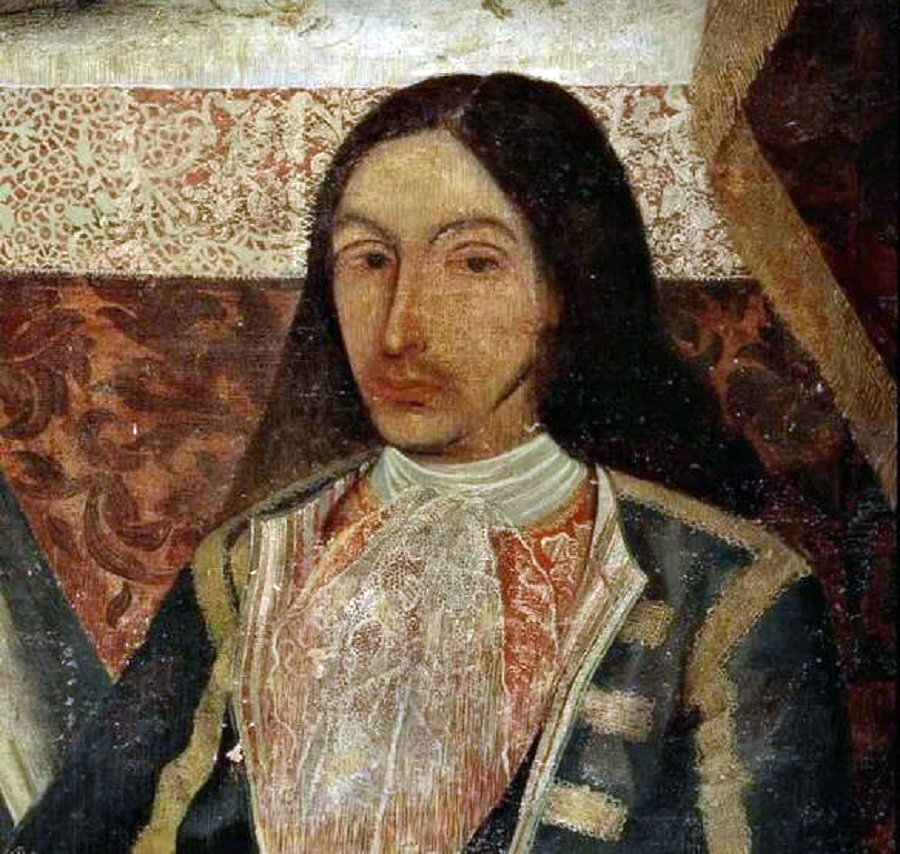
El español Amaro Pargo, quien fue uno de los corsarios más famosos de la Edad de Oro de la Piratería, participó en el comercio de esclavos africanos en Hispanoamérica.

La conexión de España con el comercio de esclavos con África fue menor que la de los portugueses, ingleses, franceses y holandeses, estimada en sólo 185 viajes y 276.885 esclavos embarcados entre 1500 y 1800. Esto se compara con casi 25.000 viajes y más de 7.331.831 esclavos que desembarcaron en total en esas naciones entre 1500 y 1800.
De la cantidad total de esclavos, casi la mitad fue a las islas del Caribe y las Guayanas, casi el 40 por ciento a Brasil y alrededor del 6 por ciento a la Spanish Main. La mayoría de ellos llegaron entre 1601 y 1625, pero el número descendió a su nivel más bajo entre 1676 y 1700. Sorprendentemente, menos del 5 por ciento de los esclavos fueron a América del Norte. 
Estas cifras no resultan ser muy claras, ya que los autores de la Historia Atlántica y el Comercio de Esclavos en la América Española sugieren que la mitad de ellos fueron a Brasil y una cuarta parte al Caribe.
El corsario y comerciante español Amaro Pargo (1678-1747) logró transportar esclavos al Caribe, aunque, se estima, en menor medida que otros capitanes y figuras de la época dedicados a esta actividad.
En 1710, el corsario se vio envuelto en una denuncia del sacerdote Alonso García Ximénez, quien lo acusaba de liberar a un esclavo africano llamado Sebastián, que era transportado a Venezuela en uno de los barcos de Amaro. El citado Alonso García otorgó poder el 18 de julio de 1715 a Teodoro Garcés de Salazar para que éste pudiera reclamar su regreso en Caracas. A pesar de este hecho, el propio Amaro Pargo también poseía esclavos en su servicio doméstico.